# Ondrej Prokop
Ondrej Prokop (ur. 11 sierpnia 1981) – słowacki hokeista.

## Kariera klubowa
- Slovan Bratysława (1999–2001)
- Cedar Rapids RoughRiders (2001)
- Rochester Mustangs (2001–2002)
- HC Dukla Senica (2002–2004)
- CG Puigcerdà (2004–2005)
- Chamonix HC (2005–2006)
- Mołot-Prikamje Perm (2006)
- Cracovia (2006–2007)
- Stoczniowiec Gdańsk (2007)
- Dijon Hockey Club (2008–2009)
- HC Reims (2008–2009)
- HC Compiègne (2010–2013)